# Straat Le Maire

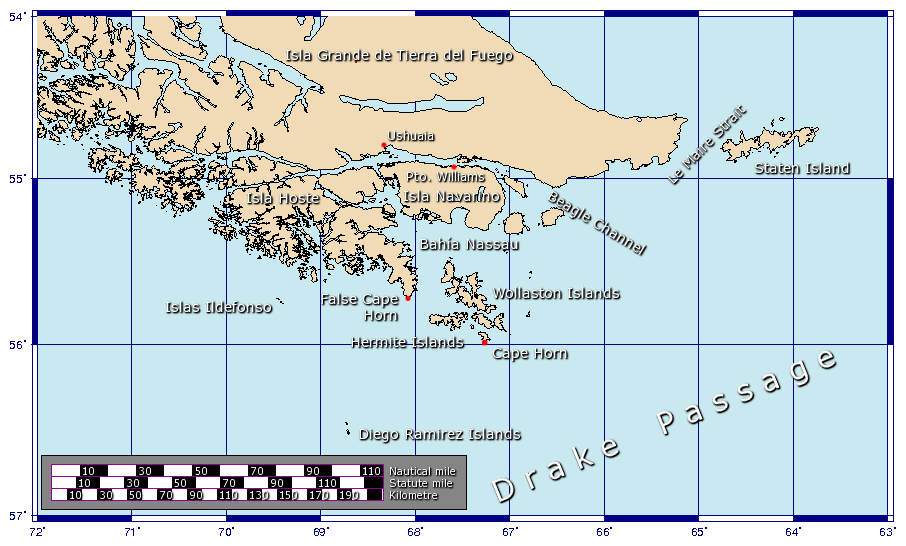
Kaart van de omgeving van Kaap Hoorn en Straat Le Maire

Straat Le Maire is een doorvaart tussen Stateneiland en Vuurland in het uiterste zuiden van Zuid-Amerika. De oostelijke kaap van het eiland Isla Grande de Tierra del Fuego van Vuurland is de Cabo San Diego.
Straat Le Maire is in 1616 ontdekt door Jacob le Maire en Willem Cornelisz Schouten toen zij een nieuwe doorvaart naar Indië zochten. Hoewel Francis Drake al in 1578 na zijn doorvaart door Straat Magellaan zo zuidelijk was afgedreven dat hij kon vermoeden dat er ten zuiden van de Straat Magellaan nog een doorvaart tussen Atlantische en de Grote Oceaan was, waren Le Maire en Schouten de eersten die die doorvaart daadwerkelijk ontdekten.
Tot aan het graven van het Panamakanaal waren Straat Le Maire en Straat Magellaan de enige bevaarbare verbindingen tussen de Atlantische Oceaan en de Grote Oceaan. Het stormachtige weer en de sterke stromingen, waarvoor de wateren rond Kaap Hoorn zo berucht zijn, zijn ook van invloed op de Straat Le Maire. Om te vermijden tegen de kust van Vuurland te worden geworpen, varen zeilschepen vaak liever rondom Stateneiland.